# No lo Soporto
No Lo Soporto fue una banda argentina de rock, formada por Naila Borensztein en voz, sintetizador y secuenciador, Lucía Borensztein en batería, Agustín Ferro en guitarra eléctrica, Kevin Borensztein en bajo, y Gimena Álvarez Cela en teclados.

## Historia
Desde el año 2002, en el que todavía formaba parte la bajista Nathalia Cabrera, el previamente trío de rock pop fue apadrinado en sus comienzos por Luis Alberto Spinetta, quien expresó su apoyo hacia la banda en más de una oportunidad y les brindó, además, la oportunidad de grabar su primer demo en “La diosa salvaje”, estudio personal del artista. 
No Lo Soporto se presentó desde entonces en los escenarios y festivales más importantes de Capital Federal. Con su primer LP, la NLS fueron elegidas por Gustavo Cerati como banda revelación en la encuesta del suplemento "Sí!" del diario Clarín, y también recibieron el premio como Banda Revelación Rock de los Premios Clarín. 
Las NLS fueron invitadas a la ceremonia de los Premios MTV en México, donde ganaron el premio como Mejor Banda Independiente de Latinoamérica. En 2008 editaron su segundo disco "Avión", grabado en los estudios Warehouse, en Miami, EE. UU., con la producción de Gustavo Menendez, y masterizado en la ciudad de Nueva York. 

## Cronología
- 2005 - Primer disco "No lo soporto".
- 2006 - Obtienen de Clarín Argentina el premio "Banda revelación".
- 2007 - Premio MTV Latinoamérica "Mejor artista Indie".
- 2008 - Segundo disco "Avión" - "Nunca ire" es elegido como Mejor Video del Año, según la revista Rolling Stone.
- 2008 - Con su reciente disco "Avión", ingresa Agustín Ferro como músico sesionista en guitarras.
- 2009 - "Avión" es editado en México y EE. UU..
- 2011 - Lara Pedrosa deja de pertenecer a la banda, la cual pasa a quedar integrada por Naila Borensztein (sintetizador, secuenciador y voz), Lucía Borensztein (Batería y coros), Kevin Borensztein (Bajo,) M. Gimena Álvarez Cela (Teclado y coros) Agustín Ferro (Guitarra). El 27 de julio de ese año presentan oficialmente la nueva agrupación en un show en Samsung Studio en la Ciudad de Buenos Aires.
- 2012 - Después de varias presentaciones y participaciones en importantes festivales, el 7 de junio presentan su tercer disco, "Universo" (PopArt Discos) en Samsung Studio.

## Reconocimientos
Gustavo Cerati las eligió en 2005 como la banda revelación, en el suplemento "Si!" del Diario Clarín. En 2006 el mismo diario las eligió como banda revelación y al año siguiente ganaron el premio MTV como mejor banda independiente.

## Discografía
- No Lo soporto (2005) - PopArt Discos
- Avión (2008) - PopArt Discos / SonyBMG
- Instinto (Sencillo) (2011) - PopArt Discos
- Universo (2012) - PopArt Discos
- Práctica y teoría (2016) - Independiente